# Soo Locks

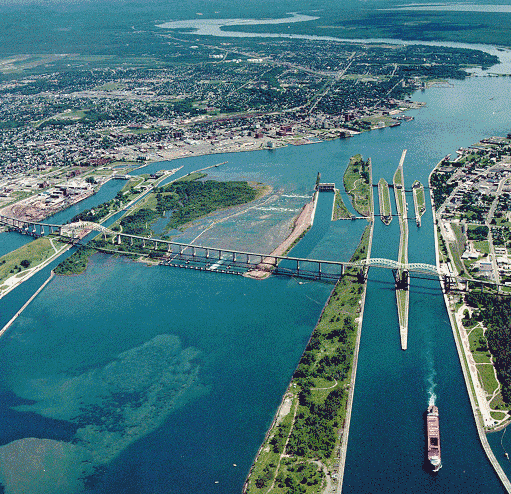
Soo Locks

Plavební komory Soo (anglicky Soo Locks, někdy psáno Sault Locks) se nacházejí na řece sv. Marie mezi stejnojmennými městy Sault Ste. Marie v americkém statě Michigan a Sault Ste. Marie v kanadské provincii Ontario a umožňují lodím proplouvat mezi Hořejším a Huronským jezerem. Obcházejí říční peřeje s rozdílem výšek hladin 6,4 m a na počátku 21. století je ročně využívalo průměrně 10 000 lodí. V zimních měsících, kdy Velká jezera částečně zamrzají a lodní doprava je zastavena, na nich probíhají inspekce a údržba.
Přes řeku v těchto místech přechází silniční most Sault Ste. Marie International Bridge a paralelně s ním i most železniční.
První z amerických plavebních komor byla otevřena v roce 1855 a společně s Erijským kanálem se jednalo o jeden z významných infrastrukturních projektů Spojených států v období před občanskou válkou. V roce 1966 bylo místo prohlášeno za národní historickou památku.
V průběhu 2. světové války byly komory silně bráněny (v jednu dobu posádkou čítající přes 7000 mužů), jelikož jimi proudila většina americké železné rudy jakožto klíčové válečné suroviny a panovaly obavy, že by se je Němci mohli pokusit vyřadit z provozu.

## Americké komory
Plavební komory na americké straně hranice jsou součástí 2,6 km dlouhého kanálu St. Marys Falls Canal. Celý kanál včetně komor vlastní a spravuje Ženijní sbor Armády Spojených států amerických a proplutí lodí není zpoplatněno. Původní dvě komory byly postaveny v roce 1855 a provozovány státem Michigan, než byly v roce 1881 převedeny pod správu Ženijního sboru.
První federální vládou financovaná plavební komora pojmenovaná Weitzel byla otevřena v roce 1881, paralelně k ní byla v roce 1896 vybudována komora Poe, která měla nahradit původní dvě zastaralé a malé komory. V letech 1914 a 1919 byly dokončeny opět paralelně umístěné komory Davis a Sabin. Pro svou malou hloubku byla komora Weitzel v průběhu válečných let 1942–1943 nahrazena komorou MacArthur, která je asi 244 m dlouhá, 24,4 m široká a 9,4 m hluboká. Prvním plavidlem, které komoru MacArthur využilo, byla loď Carl D. Bradley.
Stále rostoucí rozměry lodí si vynutily zvětšení komory Poe, po rekonstrukci z roku 1968 má délku cca 366 m, šířku 33,5 m a hloubku 9,8 m. V roce 2009 započal projekt výstavby nové plavební komory na místě neprovozní komory Sabin a zřídka využívané komory Davis. Nová komora by umožnila proplutí i těch největších plavidel na Velkých jezerech, která dosud mohla využívat pouze komoru Poe. Dokončení bylo plánováno na rok 2030.
Severně od plavebních komor se nachází hydroelektrárna, zajišťující primárně dodávku energie pro provoz komor.

## Kanadská komora
Plavební komora na kanadské straně hranice je součástí kanálu Sault Ste. Marie. První komora byla postavena v roce 1798, ale byla zničena během britsko-americké války v roce 1814. V důsledku incidentu z roku 1870, kdy americká strana několik týdnů odmítala umožnit proplutí lodi vypravené k potlačení povstání ve formující se provincii Manitoba, byla na kanadské straně hranice postavena nová plavební komora. Po jejím dokončení v roce 1895 šlo o největší plavební komoru na světě, než ji o rok později překonala americká komora Poe. Komora byla kvůli poškození stěny uzavřena v roce 1987 a o desetiletí později znovuotevřena, avšak již s výrazně menšími rozměry, které ji předurčují k využití rekreačními plavidly.